# Martella camba
Martella camba är en spindelart som först beskrevs av Galiano 1969.  Martella camba ingår i släktet Martella och familjen hoppspindlar. Inga underarter finns listade i Catalogue of Life.